# Ari Folman
Ari Folman (Haifa, 17 de dezembro de 1962) é um cineasta, roteirista e compositor israelense. Como reconhecimento, foi nomeado ao Oscar 2009 na categoria de Melhor Filme Estrangeiro por Waltz with Bashir.